# Galalite
Galalite (Erinoid nel Regno Unito), parola derivata dal greco gala (latte) e lithos (pietra), è il nome commerciale di una delle prime plastiche. 
Fu inventata nel 1897 e brevettata nel 1899 da Friedrich Adolph Spitteler (1846-1940) e Wilhelm Krische. È prodotta a partire dalla caseina, una proteina del latte. All'inizio del ventesimo secolo, un chimico francese, J.C. Trillat, scoprì la maniera di rendere insolubile la caseina per immersione in formaldeide. 
Questo materiale rivoluzionò l'industria dei bottoni con la sua capacità di creare effetti strutturali ed imitare tutti i tipi di materiale: corno, guscio di tartaruga, avorio, legno, etc. Fu anche usata negli anni trenta per articoli di gioielleria, penne, manici d'ombrello, i tasti bianchi del pianoforte (sostituendo il molto più costoso avorio naturale), contenitori per radio etc. La produzione mondiale di Galalite raggiunse a quell'epoca le 10.000 tonnellate.
Una delle sue grandi qualità è la porosità che la rende perfetta per essere verniciata mediante immersione in bagni colorati (in forma nativa è bianco latte).

La Galalite non può essere plasmata, ed è fabbricata in forma di fogli di differente spessore, bastoncini e tubi, che vengono poi lavorati a mano.
La Galalite continua a essere prodotta ancora oggi in Italia (in forma di lastre, bastoni e rondelle) principalmente per le aziende di bottoni e accessori moda, che grazie all'utilizzo delle moderne e innovative tecniche di lavorazione meccanica riescono a conferire  a questo nobile materiale di origini naturali, un ulteriore valore aggiunto al passo con le richieste del mercato attuale.